# Ladoye-sur-Seille
Ladoye-sur-Seille est une commune française située dans le département du Jura, dans la région culturelle et historique de Franche-Comté et la région administrative Bourgogne-Franche-Comté.

## Géographie
Le petit village de Ladoye-sur-Seille occupe le fond d'un cirque qui forme le site des reculées de la Haute Seille avec les reculées de Baume-les-Messieurs et de Blois-sur-Seille. Le village comporte sur le plateau le hameau de Granges-Ladoye.
Plusieurs petites sources alimentent la Seille qui naît au fond de l'étroite vallée où se trouvent 9 moulins et usines actionnés par l'eau de la Seille et de ses affluents.

### Climat
Pour des articles plus généraux, voir Climat de la Bourgogne-Franche-Comté et Climat du département du Jura.
En 2010, le climat de la commune est de type climat de montagne, selon une étude du Centre national de la recherche scientifique s'appuyant sur une série de données couvrant la période 1971-2000. En 2020, Météo-France publie une typologie des climats de la France métropolitaine dans laquelle la commune est exposée à un climat semi-continental et est dans la région climatique  Jura, caractérisée par une forte pluviométrie en toutes saisons (1 000 à 1 500 mm/an), des hivers rigoureux et un ensoleillement médiocre. 
Pour la période 1971-2000, la température annuelle moyenne est de 9,8 °C, avec une amplitude thermique annuelle de 17 °C. Le cumul annuel moyen de précipitations est de 1 407 mm, avec 13,1 jours de précipitations en janvier et 9,5 jours en juillet. Pour la période 1991-2020, la température moyenne annuelle observée sur la station météorologique de Météo-France la plus proche, « Le Fied_sapc », sur la commune du Fied à 3 km à vol d'oiseau, est de 9,8 °C et le cumul annuel moyen de précipitations est de 1 434,5 mm. 
La température maximale relevée sur cette station est de 37,3 °C, atteinte le 19 juillet 2022 ; la température minimale est de −28,4 °C, atteinte le 20 décembre 2009,,. 
Les paramètres climatiques de la commune ont été estimés pour le milieu du siècle (2041-2070) selon différents scénarios d'émission de gaz à effet de serre à partir des nouvelles projections climatiques de référence DRIAS-2020. Ils sont consultables sur un site dédié publié par Météo-France en novembre 2022.

## Urbanisme

### Typologie
Au 1er janvier 2024, Ladoye-sur-Seille est catégorisée commune rurale à habitat très dispersé, selon la nouvelle grille communale de densité à sept niveaux définie par l'Insee en 2022.
Elle est située hors unité urbaine. Par ailleurs la commune fait partie de l'aire d'attraction de Lons-le-Saunier, dont elle est une commune de la couronne,. Cette aire, qui regroupe 139 communes, est catégorisée dans les aires de 50 000 à moins de 200 000 habitants,.

### Occupation des sols
L'occupation des sols de la commune, telle qu'elle ressort de la base de données européenne d’occupation biophysique des sols Corine Land Cover (CLC), est marquée par l'importance des forêts et milieux semi-naturels (55,5 % en 2018), une proportion identique à celle de 1990 (55,5 %). La répartition détaillée en 2018 est la suivante : 
forêts (55,5 %), terres arables (31,3 %), zones agricoles hétérogènes (13,2 %), prairies (0,1 %). L'évolution de l’occupation des sols de la commune et de ses infrastructures peut être observée sur les différentes représentations cartographiques du territoire : la carte de Cassini (XVIIIe siècle), la carte d'état-major (1820-1866) et les cartes ou photos aériennes de l'IGN pour la période actuelle (1950 à aujourd'hui).

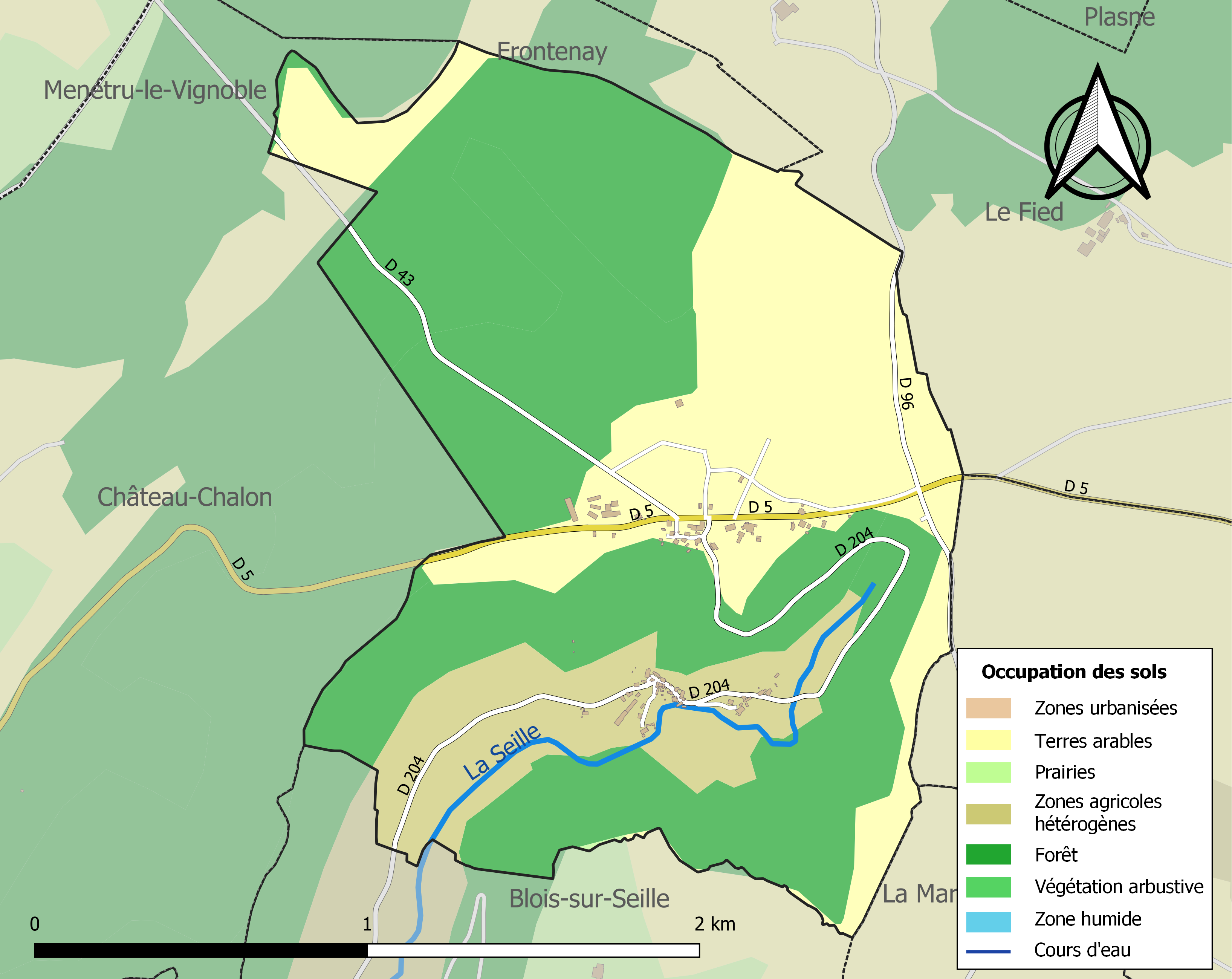
Carte des infrastructures et de l'occupation des sols de la commune en 2018 (CLC).

## Politique et administration
| Période   | Période  | Identité           | Étiquette | Qualité                     |
| --------- | -------- | ------------------ | --------- | --------------------------- |
| mars 2001 | 2008     | Pierre Baudry      |           |                             |
| 2008      | 2020     | Yolande Oudot      | DVD       | Retraitée Fonction publique |
| 2020      | En cours | Jean-Pierre Bejean |           |                             |

## Démographie
L'évolution du nombre d'habitants est connue à travers les recensements de la population effectués dans la commune depuis 1793. Pour les communes de moins de 10 000 habitants, une enquête de recensement portant sur toute la population est réalisée tous les cinq ans, les populations de référence des années intermédiaires étant quant à elles estimées par interpolation ou extrapolation. Pour la commune, le premier recensement exhaustif entrant dans le cadre du nouveau dispositif a été réalisé en 2007.

En 2022, la commune comptait 49 habitants, en évolution de −9,26 % par rapport à 2016 (Jura : −0,81 %, France hors Mayotte : +2,11 %).
| 1793 | 1800 | 1806 | 1821 | 1831 | 1836 | 1841 | 1846 | 1851 |
| ---- | ---- | ---- | ---- | ---- | ---- | ---- | ---- | ---- |
| 269  | 296  | 282  | 266  | 242  | 220  | 247  | 236  | 255  |

| 1856 | 1861 | 1866 | 1872 | 1876 | 1881 | 1886 | 1891 | 1896 |
| ---- | ---- | ---- | ---- | ---- | ---- | ---- | ---- | ---- |
| 223  | 210  | 212  | 197  | 200  | 203  | 184  | 168  | 138  |

| 1901 | 1906 | 1911 | 1921 | 1926 | 1931 | 1936 | 1946 | 1954 |
| ---- | ---- | ---- | ---- | ---- | ---- | ---- | ---- | ---- |
| 165  | 132  | 123  | 96   | 88   | 93   | 95   | 101  | 75   |

| 1962 | 1968 | 1975 | 1982 | 1990 | 1999 | 2006 | 2007 | 2012 |
| ---- | ---- | ---- | ---- | ---- | ---- | ---- | ---- | ---- |
| 73   | 67   | 68   | 57   | 47   | 69   | 62   | 61   | 59   |

| 2017 | 2022 | - | - | - | - | - | - | - |
| ---- | ---- | - | - | - | - | - | - | - |
| 52   | 49   | - | - | - | - | - | - | - |

## Lieux et monuments
Le village de Ladoye-sur-Seille a la particularité de posséder 9 moulins et usines actionnés par l'eau de la Seille et de ses affluents (moulins à farine, moulins à huile, martinet, forges, scierie, foule à chanvre, batteuses, scie à tuf, tournerie, production d'électricité domestique...).
Des écrits attestent la présence de ces moulins depuis le XVIe siècle. En 1533 l'abbaye de Château-Chalon, qui possédait la vallée de la Seille, donne en location les moulins de Ladoye à Huguenin Roz (archives départementales).
Parmi les 9 moulins, 6 sont alimentés par le canal des meuniers, une dérivation de la Seille.
Aujourd'hui, de nombreux vestiges témoignent de ce passé glorieux, plusieurs bâtiments, des roues à aubes et à augets et le canal des meuniers traversant le village. Une association, "Les Amis du Canal de Ladoye sur Seille", organisait des activités autour de ce patrimoine (fête des moulins, visites des sites et du village de Ladoye-sur-Seille)

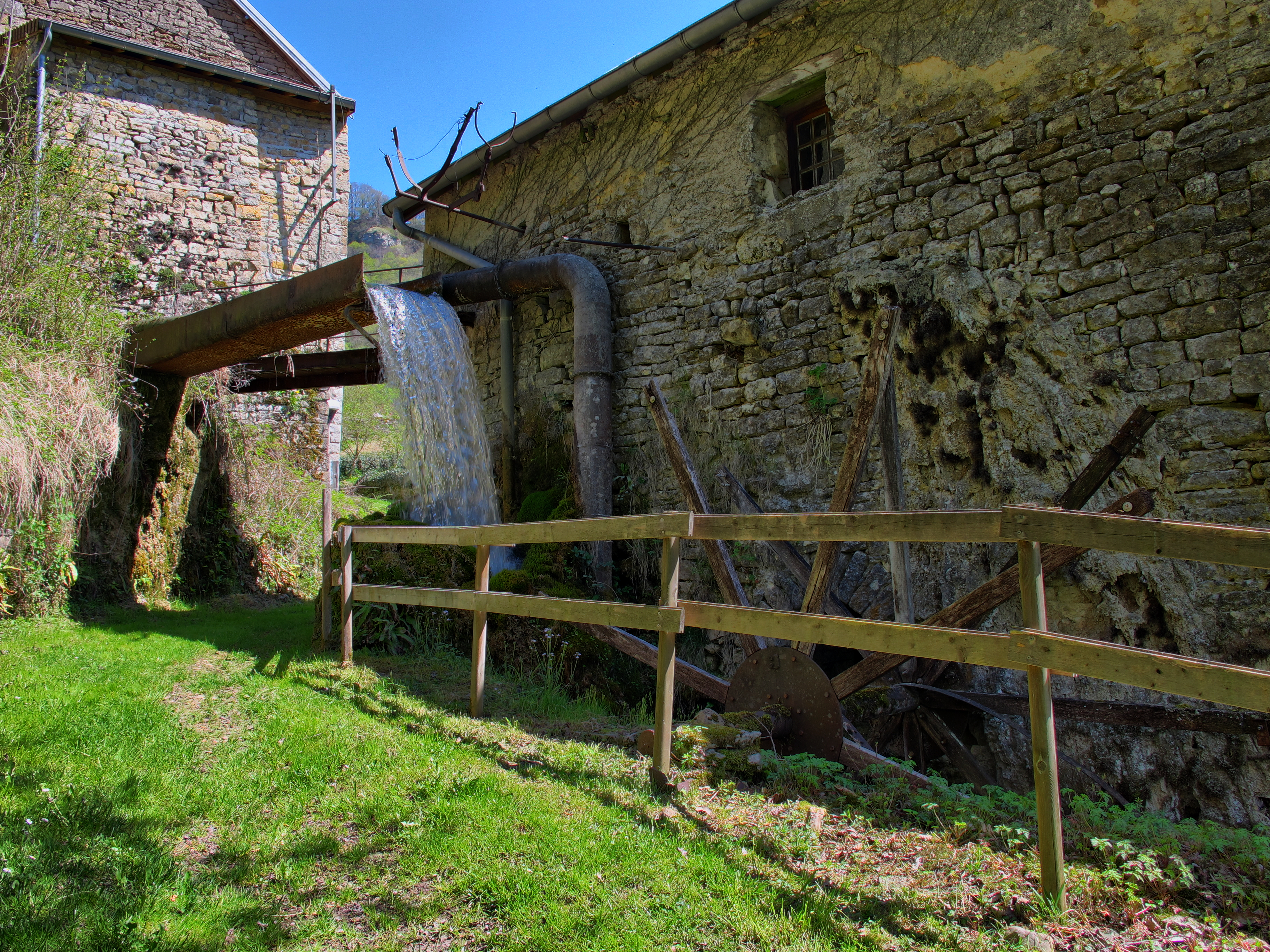
Le canal des meuniers et les restes d'une roue à aubes.
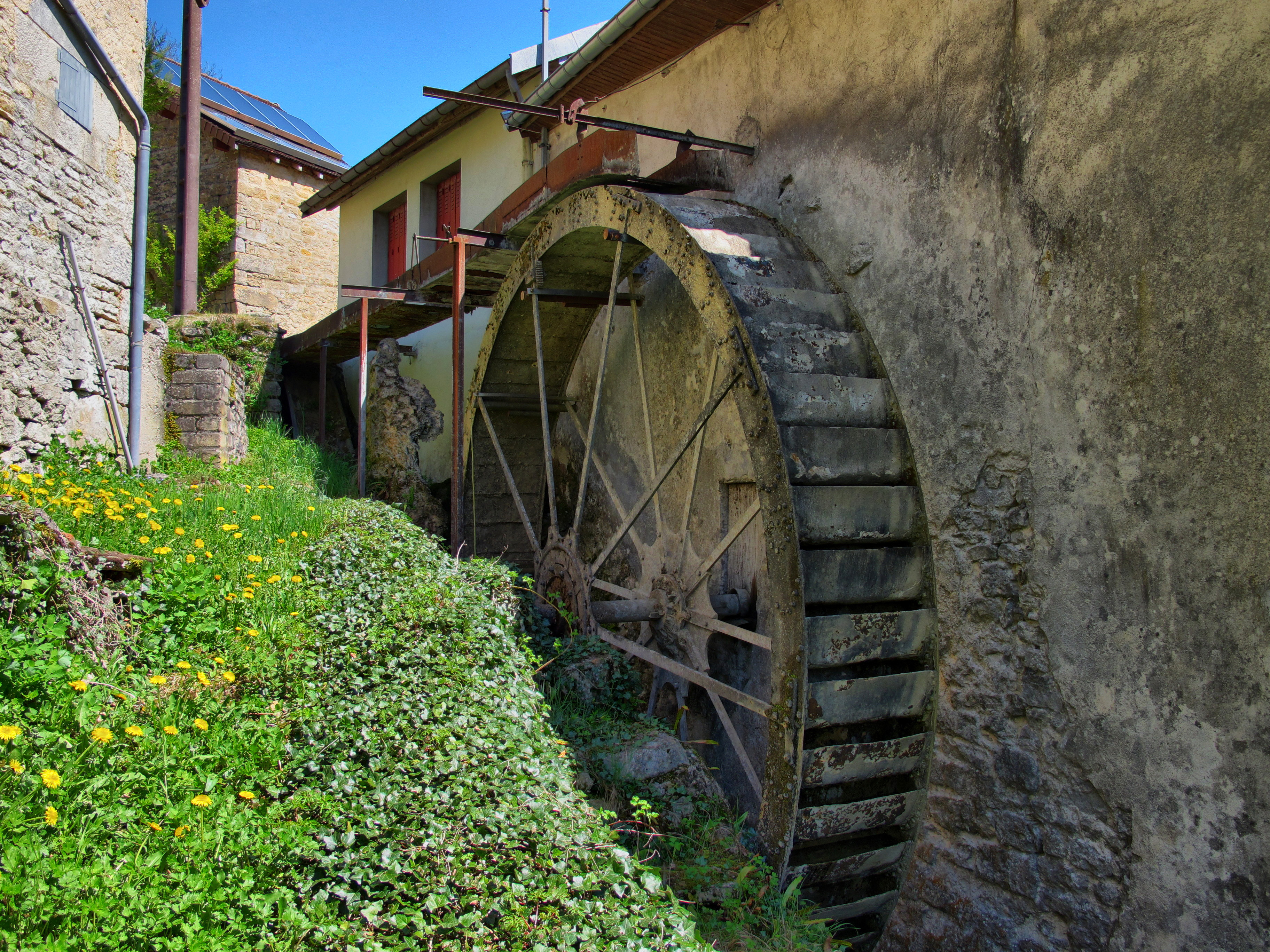
Belle roue à aubes sur le canal des meuniers.